# Hierodula unimaculata
Hierodula unimaculata là một loài bọ ngựa thuộc tông Paramantini.